# Груповий підпис
Груповий підпис — схема реалізації електронного підпису, яка дозволяє члену групи анонімно підписувати повідомлення від імені групи.
Концепцію групового підпису представили Девід Чаумангл. Чаум, Дэвид, латиніз. en, дос. «David Chaum»David Chaum) і Євген Ван Хейст (англ. Eugene Van Heyst) в 1991 році. Прикладом завдання була ситуація, коли перевіряючий лише засвідчується, що підписант дійсно є співробітником деякого підрозділу (членом групи), але не потрібно уточнювати, хто він. При цьому в спірному випадку адміністратор з додатковими повноваженнями може по підпису встановити особу підписувача. Інше застосування — ключі доступу в обмежених зонах, де переміщення окремих співробітників постійно не фіксуються, але дозволяється доступ тільки для членів групи.
Суттєвою особливістю групового підпису є наявність адміністратора групи, який забезпечує додавання в групу і має можливість розкрити підписанта у разі виникнення спорів. У деяких реалізованих системах обов'язки по додаванню учасників та розкриття підписанта розділені між менеджером членства і менеджером відкликання.

## Схема групового підпису
Наступний протокол передбачає одного адміністратора:
- Адміністратор створює безліч пар з відкритих і закритих ключів. Кожен член групи отримує {\displaystyle m} унікальних закритих ключів. (Якщо в групі {\displaystyle n} членів, то загальне число пар ключів повинно бути {\displaystyle m*n}.)
- Адміністратор публікує всі відкриті ключі у випадковому порядку, не уточнюючи, кому які ключі належать.
- Для підпису член груп використовує випадковий секретний ключ зі свого списку.
- Перевіряючий послідовно перебирає список відкритих ключів, поки один з них не засвідчить, що підписант належить даній групі.
- У випадку спорів, адміністратор знає персональні списки відкритих ключів і може дізнатися, хто був підписантом.

Запропонована схема забезпечує:
- право підпису мають тільки члени групи, які підписують і кожен може підписати повідомлення самостійно (на відміну від багатоваріантного підпису, де підпис колективний);
- перевіряючий може переконатися, що підписант з групи людей, що підписують, але не може встановити, хто саме (часткова анонімність);
- порівнюючи підписи під двома однаковими повідомленнями не повинно бути зрозуміло, чи це один  підписант чи ні;
- при необхідності адміністратор групи може встановити, хто згенерував підпис;
- адміністратор не може оголосити, що підпис належить тому, хто її не накладав;
- навіть якщо всі члени групи, включаючи адміністратора, об'єднають зусилля, вони не можуть створити підпис, який не належить члену групи;
- підгрупа, яка домовляється між собою  не може згенерувати дійсний підпис, який адміністратор не зможе пов'язати з одним з «змовників».

## Дивись також
- Мультипідпис